# Shanghai Golden Grand Prix 2012
Shanghai Golden Grand Prix 2012 – mityng lekkoatletyczny, który odbył się 19 maja w Szanghaju. Zawody były drugą odsłoną prestiżowej Diamentowej Ligi w sezonie 2012.

## Rezultaty
| PB – rekord życiowy \| WL – najlepszy wynik na listach światowych w 2012 \| WJL – najlepszy wynik na listach światowych wśród juniorów w 2012 |

### Mężczyźni
| Konkurencja:               | 1. miejsce             | Rezultat           | 2. miejsce        | Rezultat | 3. miejsce       | Rezultat    |
| Bieg na 100 m              | Asafa Powell           | 10,02              | Mike Rodgers      | 10,08    | Nesta Carter     | 10,16       |
| Bieg na 800 m              | Leonard Kirwa Kosencha | 1:46,04            | Timothy Kitum     | 1:46,20  | André Olivier    | 1:46,74     |
| Bieg na 5000 m             | Hagos Gebrhiwet        | 13:11,00 PB WL WJL | Thomas Longosiwa  | 13:11,73 | John Kipkoech    | 13:12,66 PB |
| Bieg na 110 m przez płotki | Liu Xiang              | 12,97 WL           | David Oliver      | 13,13    | Jason Richardson | 13,16       |
| Bieg na 400 m przez płotki | Angelo Taylor          | 48,98              | Justin Gaymon     | 49,07    | Cheng Wen        | 49,59       |
| Skok o tyczce              | Yang Yansheng          | 5,65               | Björn Otto        | 5,65     | Malte Mohr       | 5,55        |
| Trójskok                   | Phillips Idowu         | 17,24              | Will Claye        | 17,12    | Christian Taylor | 16,96       |
| Pchnięcie kulą             | Reese Hoffa            | 20,98              | Dylan Armstrong   | 20,93    | Ryan Whiting     | 20,73       |
| Rzut oszczepem             | Vítězslav Veselý       | 85,40              | Matthias de Zordo | 81,62    | Ari Mannio       | 80,91       |

### Kobiety
| Konkurencja:                  | 1. miejsce              | Rezultat         | 2. miejsce              | Rezultat   | 3. miejsce        | Rezultat |
| Bieg na 200 m                 | Veronica Campbell-Brown | 22,50w           | Carmelita Jeter         | 22,62w     | Blessing Okagbare | 22,71w   |
| Bieg na 400 m                 | Novlene Williams-Mills  | 50,00            | Amantle Montsho         | 50,83      | Kaliese Spencer   | 51,81    |
| Bieg na 1500 m                | Genzebe Dibaba          | 3:57,77 NR PB WL | Abeba Aregawi           | 3:59,23 PB | Ibtissam Lakhouad | 4:01,69  |
| Bieg na 3000 m z przeszkodami | Milcah Chemos Cheywa    | 9:15,81 WL       | Sofia Assefa            | 9:16,83    | Lidya Chepkurui   | 9:22,66  |
| Skok wzwyż                    | Chaunté Lowe            | 1,92             | Zheng Xingjuan          | 1,92       | Marina Aitowa     | 1,88     |
| Skok w dal                    | Janay DeLoach           | 6,73             | Blessing Okagbare       | 6,64       | Funmi Jimoh       | 6,53     |
| Rzut dyskiem                  | Sandra Perković         | 68,24 NR NUR PB  | Stephanie Brown Trafton | 64,20      | Dani Samuels      | 62,34    |

## Rekordy
Podczas mityngu ustanowiono 3 krajowe rekordy w kategorii seniorów:
| Zawodnik        | Reprezentacja | Konkurencja                        | Rezultat |
| --------------- | ------------- | ---------------------------------- | -------- |
| Genzebe Dibaba  | Etiopia       | bieg na 1500 metrów                | 3:57,77  |
| Sudha Singh     | Indie         | bieg na 3000 metrów z przeszkodami | 9:49,25  |
| Sandra Perković | Chorwacja     | rzut dyskiem                       | 68,24    |